# Famille de Gottignies
Pour les articles homonymes, voir Gottignies.

La famille de Gottignies, est une famille faisant partie des Lignages de Bruxelles, et dont plusieurs membres exercèrent de hautes fonctions ou brillèrent dans les sciences, dans les anciens Pays-Bas belgiques.
À cette famille appartiennent :
- Gilles de Gottignies, bourgmestre de Malines
- Lancelot de Gottignies, bourgmestre de Malines
- Antoine de Gottignies, échevin de Bruxelles en 1598-1599, 1602, 1603-1604, 1606.
- Augustin de Gottignies
- Lancelot de Gottignies, évêque de Ruremonde
- Gilles-François de Gottignies, prêtre jésuite, mathématicien et astronome